# Blauet nan argentat
El blauet nan argentat (Alcedo argentata) és una espècie d'ocell de la família dels alcedínids (Alcedinidae) que habita corrents fluvials a la selva de les Filipines meridionals.